# Decretos Reais
Decretos Reais é um álbum ao vivo da cantora e compositora brasileira Marília Mendonça, lançado em maio de 2023 pela gravadora brasileira Som Livre. É o primeiro álbum póstumo da artista.
O projeto foi gravado durante uma transmissão online chamada Serenata, e reuniu covers de vários artistas brasileiros, como Tierry, Banda Calypso, Jorge & Mateus, Roberto Carlos e Zezé di Camargo & Luciano, além de regravações do repertório de Marília.
O disco venceu o Grammy Latino 2023 na categoria de Melhor Álbum de Música Sertaneja, rendendo à Marília seu primeiro prêmio póstumo e segunda vitória na categoria.

## Antecedentes
Durante a pandemia de COVID-19, Marília Mendonça fez várias apresentações online. Algumas delas foram exclusivamente focadas para futuros lançamentos, que se tornaram projetos como Nosso Amor Envelheceu (2021) e Patroas 35% (2021). Mas a cantora também promoveu transmissões com outros artistas e apresentações patrocinadas. Dentre elas, ocorreu Serenata em maio de 2021.

## Produção
O álbum Decretos Reais contou com produção musical de Júnior Campi e Elvis Tcherr. Campi já tinha trabalhado com Marília no álbum Patroas (2020). O repertório é predominantemente de covers, com a gravação de artistas brasileiros de diferentes gerações, como Tierry, Banda Calypso, Jorge & Mateus, Roberto Carlos, Dalto, Genival Santos, Leonardo, Ovelha e Zezé di Camargo & Luciano. O jornalista Mauro Ferreira definiu o repertório e a proposta musical do projeto como "sonoridade típica dos cabarés e vitrolões que sobrevivem Brasil afora".

## Lançamento
Decretos Reais seguiu a estratégia de outros projetos fonográficos brasileiros, com músicas lançadas em três partes. A primeira, divulgada em julho de 2022, para homenagear Marília no seu aniversário de 27 anos, se destacou pelo cover de "Te Amo Demais", que se tornou uma das músicas mais tocadas do ano. No final de 2022, a segunda parte trouxe a regravação de "Leão", cuja gravação esteve entre as mais ouvidas no ranking global do Spotify e se tornou a canção em língua portuguesa mais escutada da história em único dia, com 1.9 milhões de streams. A terceira parte, encabeçada por uma regravação de "Hackearam-Me", saiu em março de 2023. O álbum completo teve, como principal novidade, "Me Ame Mais". A música foi originalmente gravada por Jorge & Mateus com participação da cantora no álbum Tudo em Paz (2021).

## Lista de faixas
A seguir lista-se as faixas, compositores e durações de cada canção de Decretos Reais:
| N.º            | Título                                              | Compositor(es)                                                                         | Duração |  |
| 1.             | "Leão"                                              | Xamã                                                                                   | 2:46    |  |
| 2.             | "Me Ame Mais"                                       | Henrique Andrade                                                                       | 3:41    |  |
| 3.             | "Uma Vida a Mais"                                   | Per Gessle Mats M.P. Persson Maraisa Marília Mendonça Juliano Tchula Elcio di Carvalho | 2:50    |  |
| 4.             | "Te Amo Que Mais Posso Dizer (More Than I Can Say)" | Jerry Allison Juvenal de Oliveira Sonny Curtis                                         | 2:36    |  |
| 5.             | "O Que Falta em Você Sou Eu"                        | Diogo Setton Frederico Hugo Del Vecchio Tchula Mendonça                                | 3:16    |  |
| 6.             | "Te Amo Demais"                                     | César Lemos Karla Aponte                                                               | 3:25    |  |
| 7.             | "Morango do Nordeste"                               | Fernando Alves Walter de Afogados                                                      | 5:12    |  |
| 8.             | "Pra Falar a Verdade"                               | Peninha Regis Danese                                                                   | 4:12    |  |
| 9.             | "Hackearam-Me"                                      | Tierry                                                                                 | 3:26    |  |
| 10.            | "Nem É Bom Lembrar"                                 | César Augusto Zezé Di Camargo                                                          | 4:37    |  |
| 11.            | "Café da Manhã"                                     | Erasmo Carlos Roberto Carlos                                                           | 3:53    |  |
| 12.            | "Sendo Assim / Muito Estranho (Cuida Bem de Mim)"   | Claudio Rabello Dalto Jacinto José                                                     | 5:11    |  |
| 13.            | "Cumbia do Amor"                                    | Tonny Brasil                                                                           | 3:26    |  |
| 14.            | "Não Era Pra Ser Assim"                             | Claudio Noam Jaciano Lucas Robles                                                      | 3:51    |  |
| 15.            | "Infiel" / "Amante Não Tem Lar"                     | Mendonça Tchula                                                                        | 5:18    |  |
| Duração total: | Duração total:                                      | Duração total:                                                                         | 57:45   |  |

## Prêmios e indicações
| Ano  | Premiação     | Categoria                        | Resultado | Ref.  |
| ---- | ------------- | -------------------------------- | --------- | ----- |
| 2023 | Grammy Latino | Melhor Álbum de Música Sertaneja | Venceu    | [ 1 ] |